# Trzy królestwa (film)
Trzy królestwa (chiń. 赤壁; pinyin Chìbì) – historyczny dramat wojenny w reżyserii Johna Woo, który miał swoją premierę w latach 2008-2009. Główne role odgrywają w nim Tony Leung, Takeshi Kaneshiro, Zhang Fengyi, Chang Chen, Zhao Wei, Hu Jun oraz Lin Chi-ling. Akcja filmu opowiada o bitwie o Czerwone Klify, która wydarzyła się u schyłku rządów dynastii Han i rozpoczęła w Chinach epokę Trzech Królestw.
Zarówno w Chinach jak i części krajów azjatyckich film ten został wydany w dwóch częściach, które łącznie zawierają 288 minut materiału. Pierwsza część miała swoją premierę 10 lipca 2008 roku, natomiast druga 7 stycznia 2009 roku. Poza Azją film ten został skrócony do jednej, 148-minutowej wersji i wydany w 2009 roku.
Pierwsza część filmu zarobiła w Azji 127 milionów dolarów.

## Obsada
- Tony Leung Chiu Wai (Zhou Yu (周瑜))
- Takeshi Kaneshiro (Zhuge Liang (諸葛亮))
- Zhang Fengyi (Cao Cao (曹操))
- Chang Chen (Sun Quan (孫權))
- Zhao Wei (Sun Shangxiang (孫尚香))
- Hu Jun (Zhao Yun (趙雲))
- Lin Chi-ling (Xiao Qiao (小喬))
- Shidō Nakamura (Gan Xing (甘興))
- You Yong (Liu Bei (劉備))